# Centaurea aytugiana
Centaurea aytugiana — вид квіткових рослин айстрових (Asteraceae). Ендемік Туреччини.
Centaurea aytugiana росте в провінції Карабійк, Північна Анатолія, Туреччина, а її морфологічно спорідненими видами є C. stenolepis A.Kern. і C. salicifolia M.Bieb. ex Wild..